# Skintigrafi

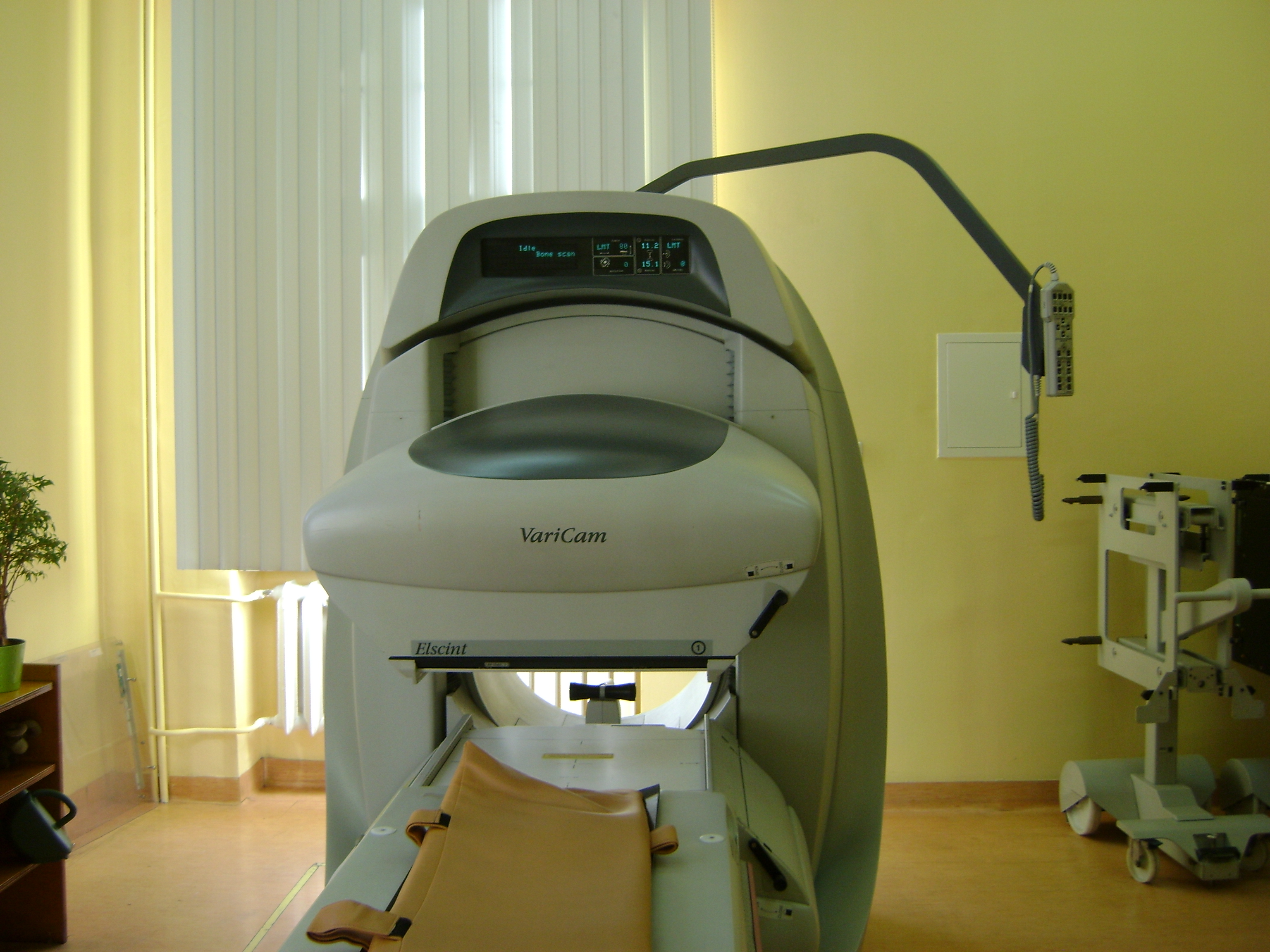
En gammakamera för skintigrafi.

Skintigrafi, även scintigrafi, är en undersökningsmetod inom nuklearmedicinen där radioaktiva ämnen injiceras i blodet och söker sig till de organ som ska undersökas. Strålningen från läkemedlet registreras av en kamera, så kallad gammakamera, och strålningsbilden kallas skintigram.